# Singularity (Robby Krieger)
| Recensione | Giudizio |
| ---------- | -------- |
| AllMusic   | [ 1 ]    |

Singularity è un CD del chitarrista rock statunitense Robby Krieger, pubblicato dall'etichetta discografica Oglio Records nel giugno del 2010.

## Tracce
1. Russian Caravan Intro – 3:23 (Robby Krieger)
2. Russian Caravan – 10:12 (Robby Krieger, Arthur Barrow)
3. Southern Cross – 4:45 (Robby Krieger, Arthur Barrow)
4. Event Horizon Intro – 2:24 (Robby Krieger)
5. Event Horizon – 7:21 (Robby Krieger, Kevin Brandon)
6. Coffin Dodger – 3:11 (Robby Krieger, Arthur Barrow)
7. Trane Running Late – 4:34 (Robby Krieger, Arthur Barrow)
8. Let It Slide – 5:26 (Robby Krieger, Arthur Barrow)
9. Solar Wind – 4:24 (Dale Alexander, Robby Krieger)
10. House of Bees – 4:57 (Robby Krieger, Arthur Barrow)

## Musicisti
Russian Caravan Intro
- Robby Krieger - chitarra flamenco

Russian Caravan
- Robby Krieger - chitarra flamenco, chitarra elettrica
- Kevin Brandon - basso acustico
- Tommy Mars - organo
- Arthur Barrow - pianoforte, arrangiamento strumenti a fiato
- Vinnie Colaiuta - batteria
- Eric Leckrone - percussioni
- Sal Marquez - tromba
- Walt Fowler - tromba, flicorno
- Bruce Fowler - trombone
- Larry Klimas - sassofoni, flauti

Southern Cross
- Robby Krieger - chitarra slide
- Arthur Barrow - basso
- Tommy Mars - tastiere
- Richie Hayward - batteria

Event Horizon Intro
- Robby Krieger - chitarra flamenco

Event Horizon
- Robby Krieger - chitarre solo
- Brandino - basso acustico, basso elettrico Warwick a 7 corde
- Dr. Professor Milcho Leviev - pianoforte, tastiere (con sintetizzatori IK multimedia virtual)
- Steve Stephens - batteria
- Thomas Stones III (The Brandino Woodwind & Horn Section) - flauto
- Albert Wing (The Brandino Woodwind & Horn Section) - sassofono tenore
- Sal Cracchiolo (The Brandino Woodwind & Horn Section) - tromba, horn contractor
- Eric Jorgensen (The Brandino Woodwind & Horn Section) - trombone
- Kevin Charles Brandon - arrangiamenti
- Brandino - arrangiamento strumenti a fiato

Coffin Dodger
- Robby Krieger - chitarre
- Arthur Barrow - basso, tastiere
- Tommy Mars - organo
- Richie Hayward - batteria
- Eric Leckrone - percussioni

Trane Running Late
- Robby Krieger - chitarre
- Arthur Barrow - basso, chitarra ritmica
- Tommy Mars - organo
- Larry Klimas - sassofoni
- Owen Goldman - batteria
- Eric Leckrone - percussioni

Let It Slide
- Robby Krieger - chitarre
- Arthur Barrow - basso, tastiere
- Tommy Mars - organo
- Richie Hayward - batteria
- Kevin Charles Brandon - arrangiamenti

Solar Wind
- Robby Krieger - chitarre
- Tony Franklin - basso
- Dale Alexander - tastiere
- Gary Meeks - sassofono
- Gregg Bissonette - batteria

House of Bees
- Robby Krieger - chitarre
- Arthur Barrow - basso, clavinet
- Tommy Mars - pianoforte elettrico
- Andy Kravitz - batteria, percussioni
- Eric Leckrone - percussioni
- Larry Klimas - sassofoni, flauti

Note aggiuntive
- Robby Krieger - produttore (in tutti i brani)
- Arthur Barrow - produttore (eccetto brani: Event Horizon e Solar Wind)
- Brandino - produttore (solo nel brano: Event Horizon)
- Arthur Barrow - ingegnere del suono (eccetto nei brani: Solar Wind ed Event Horizon)
- Marco Moir - ingegnere del suono (solo nel brano: Solar Wind)
- Michael Gunderson, George Radai, Robby Krieger e Brandino - ingegneri del suono (brano: Event Horizon)
- Arthur Barrow - mixaggio (eccetto brani: Solar Wind ed Event Horizon)
- Robby Krieger - mixaggio (in tutti i brani)
- George Radai e Brandino - mixaggio (solo nel brano: Event Horizon)
- Robby Krieger - cover art painting
- Joe Lopez - fotografia di Robby Krieger[2]